# عبد الحليم وردي
عبد الحليم وردي (مواليد 19 مارس 1981) هو ملاكم جزائري، مثّل بلاده في الألعاب الأولمبية الصيفية 2008.

## روابط خارجية
عبد الحليم وردي على موقع أوليمبيديا (الإنجليزية)